# Сукумо
 Сукумо  (јап. 宿毛市) град је у Јапану у префектури Кочи. Према попису становништва из априла 2011. у граду је живело 22.802 становника. Град је основан 31. марта 1954. год.

## Становништво
Према подацима са пописа, у граду је 2011. године живело 22.802 становника.
| 1995.  | 2000.  | 2005.  |
| ------ | ------ | ------ |
| 25.919 | 25.970 | 24.397 |